# Comuna Pohrebî, Vasîlkiv
Pohrebî (în ucraineană Погреби) este o comună în raionul Vasîlkiv, regiunea Kiev, Ucraina, formată din satele Pohrebî (reședința) și Zaricicea.

## Demografie
Componența lingvistică a comunei Pohrebî
     Ucraineană (97,52%)
     Rusă (1,4%)
     Alte limbi (0,16%)
Conform recensământului din 2001, majoritatea populației comunei Pohrebî era vorbitoare de ucraineană (97,52%), existând în minoritate și vorbitori de rusă (1,4%).